# リェルヴァーデ空軍基地
リェルヴァーデ空軍基地（リェルヴァーデくうぐんきち、ラトビア語: Lielvārdes lidlauks、英語: Lielvārde Air Base）は、リェルヴァーデの北7 km、リガの南東に位置するラトビア空軍の基地である。
1970年にソ連空軍の攻撃機連隊のために作られ、1994年にロシアからラトビアに譲渡された。現在はラトビア空軍の軍事作戦の中核を担っている。
冷戦期には第899戦闘爆撃機連隊および第899爆撃機連隊が駐屯しており、1970年代にはSu-24戦闘爆撃機を、1980年代には改良型のMiG-23 UB戦闘爆撃機を運用していた。また、2000年代にはMiG-27戦闘爆撃機が運用されていることが報告されている。